# اللادينية في السويد
الانتماء الديني في السويد (2019)
تنتشر اللادينية في السويد وهي واحدة من أكثر دول العالم علمانية. غالبية المواطنين السويديين ينتمون إلى الكنيسة السويدية، لكن القليل منهم يطبقونالعبادات والتعاليم. كانت السويد دولة علمانية من الناحية القانونية منذ عام 2000 عندما انفصلت الكنيسة السويدية عن الدولة.
كتب فيل زوكرمان الأستاذ المشارك في علم الاجتماع في كلية بيتزر أن العديد من المصادر الأكاديمية قد وضعت في السنوات الأخيرة مُعدَّلات الإلحاد في السويد بين 46٪ و85٪، حيث أفادت إحدى المصادر أن 17٪ فقط من المستجيبين قد حددوا أنفسهم على أنهم «ملحدين».
يؤكِّد موقع السويد الرسمي أن ثلاثة من أصل 10 سويديين فقط يُصرِّحون بأنهم يثقون في الكنيسة. تسرد المقالة الحقائق التالية عن الدين في السويد:
- يعتقد 1 من كل 10 سويديين أن الدين مهم في الحياة اليومية.
- فقط 1 من كل 10 سويديين يثقون في رجل دين.[9]

تنص إحصاءات من كنيسة السويد على ما يلي:
- أقل من 5 من أصل 10 أطفال تتم تسميتهم في الكنيسة.[10]
- حوالي 1 من أصل 3 حفلات الزفاف تجري في الكنيسة.[10]
- حوالي 3 من أصل 4 سويديين لديهم مدافن مسيحية.[10]

يحضر العديد من السويديين الكنيسة لأسباب تقليدية أو ثقافية، لكنهم لا يمارسون المسيحية. وجدت إحدى الاستطلاعات أن 15٪ فقط من أعضاء كنيسة السويد يؤمنون بالمسيح.
بالمقابل، مرّت الحكومة السويدية بالعديد من الإصلاحات العلمانية على مر السنين؛ في عام 1951، تم السماح بالانسحاب القانوني للضريبة الكنسية الإلزامية التي كانت 1.1٪، وكان حق العضوية التلقائية في الكنيسة السويدية - ممارسة التسجيل في المنظمة منذ خمسينيات القرن التاسع عشر - قد انتهى في عام 1996، وتم فصل الكنيسة السويدية رسمياً عن الدولة في عام 2000، لتصبح السويد «دولة الشمال الوحيدة دون كنيسة رسمية».